# Ивандиди
Ивандиди (груз. ივანდიდი) — село в Грузии, на территории Хонийского муниципалитета края (мхаре) Имеретия.

## География
Село находится в западной части Грузии, при автодороге Хони — Самтредиа, вблизи южной окраины города Хони, административного центра муниципалитета. Абсолютная высота — 105 метров над уровнем моря.

## Население
По результатам официальной переписи населения 2014 года, в Ивандиди проживало 1668 человек (836 мужчин и 832 женщины). В национальной структуре населения грузины составляли 99,8 %, русские — 0,1 %.
| Год  | Население, человек |
| ---- | ------------------ |
| 2002 | 2357               |
| 2014 | ↘ 1668             |